# Canfene
Il canfene è un monoterpene biciclico. È quasi insolubile in acqua, ma altamente solubile nei comuni solventi organici. Si volatilizza facilmente a temperatura ambiente ed ha un odore pungente. È un costituente minore di molti oli essenziali come la trementina, l'olio di cipresso, l'olio di canfora, l'olio di citronella, il neroli, l'olio di zenzero, e la valeriana. Viene prodotto industrialmente per isomerizzazione catalitica dei più comuni alpha-Pinene. Il canfene viene utilizzato nella preparazione di profumi e come additivo alimentare. A metà del XIX secolo era utilizzato anche come carburante per le lampade ad olio, ma l'utilizzo si ridusse per via della sua alta infiammabilità.
Molte piante contengono canfene. Fra queste si possono citare la Kaempferia rotunda  e la Kaempferia angustifolia